# Арайкаси
Арайка́си (рос. Арайкасы, чув. Арайкасси) — присілок у Чувашії Російської Федерації, у складі Штанаського сільського поселення Красночетайського району.
Населення — 96 осіб (2010; 113 в 2002, 226 в 1979, 535 в 1939, 574 в 1926, 355 в 1897, 169 в 1868, 138 в 1795).
Національний склад (2002):
- чуваші — 96 %

## Історія
Історичні назви — Урікаси. Згадується зі 17 століття. До 1797 року селяни мали статус палацових, до 1863 року — удільних, займались землеробством, тваринництвом, ковальством, бондарством, виробництвом цегли, шерсті, взуття та одягу. На початку 20 століття діяв водяний млин. 1931 року створено колгосп «Жнейка». До 1920 року присілок входив до складу Атаєвської волості Курмиського повіту (у період 1835–1863 років — у складі Атаєвського удільного приказу), до 1927 року — до складу Атаєвської волості Ядринського повіту. З переходом на райони 1927 року — спочатку у складі Красночетайського, у період 1962–1965 років — у складі Шумерлинського, після чого знову переданий до складу Красночетайського району.

## Господарство
У присілку діє магазин.